# Kapsalon
Kapsalon é um prato típico dos Países Baixos.
O prato é feito de batatas fritas cobertas por shawarma, com uma camada de queijo derretido e salada por cima do queijo. Frequentemente, o kapsalon é servido com molho de alho e sambal.

## Origem
A invenção do kapsalon é atribuída a Nataniël Gomes, dono de um salão de beleza em Rotterdam, e Sunsal Bengu, dono da loja de shawarma El Aviva. Gomes montou uma marmita na lanchoneete que continha todos os seus ingredientes favoritos, dando origem ao prato. O prato se tornou um pedido regular, e recebeu o nome de "kapsalon", palavra para cabeleireiro em neerlandês. O kapsalon se tornou um item comum em lanchonetes e restaurantes de shawarma nos Países Baixos e na Bélgica.
Ao longo do tempo, a receita alcançou outros países da Europa Ocidental e Central, como Alemanha, Polônia e Chéquia. Em 2017, a receita se popularizou no Nepal por meio de um chef que havia visitado os Países Baixos.  Na Indonésia, que foi colônia neerlandesa até a década de 1940, o kapsalon foi introduzido em uma lanchonete de Jakarta especializada em comfort foods típicas holandesas. O chef Vicky Victorio Budiman decidiu abrir a lanchonete em seu país natal após estudar em Rotterdam, cidade de origem do prato.

## Características
O kapsalon é composto de uma camada de batatas fritas, que é coberta com shawarma temperado com molho de alho e sambal. À camada de shawarma, são adicionadas fatias de queijo, e o prato é levado ao forno para que o queijo derreta. Após o queijo derreter, o prato é completo com uma camada de salada de alface fatiada, tomate e pepino. O kapsalon é tipicamente servido dentro de uma bandeja de alumínio.
No lugar do shawarma, algumas versões do kapsalon usam kebab, döner, frango ou faláfel. No Suriname, o kapsalon também é servido com molho de amendoim.
Um prato de kapsalon é muito rico em calorias: uma porção regular contém cerca de 1200 kcal, e uma porção grande, até 1800kcal.